# 黑幫電影

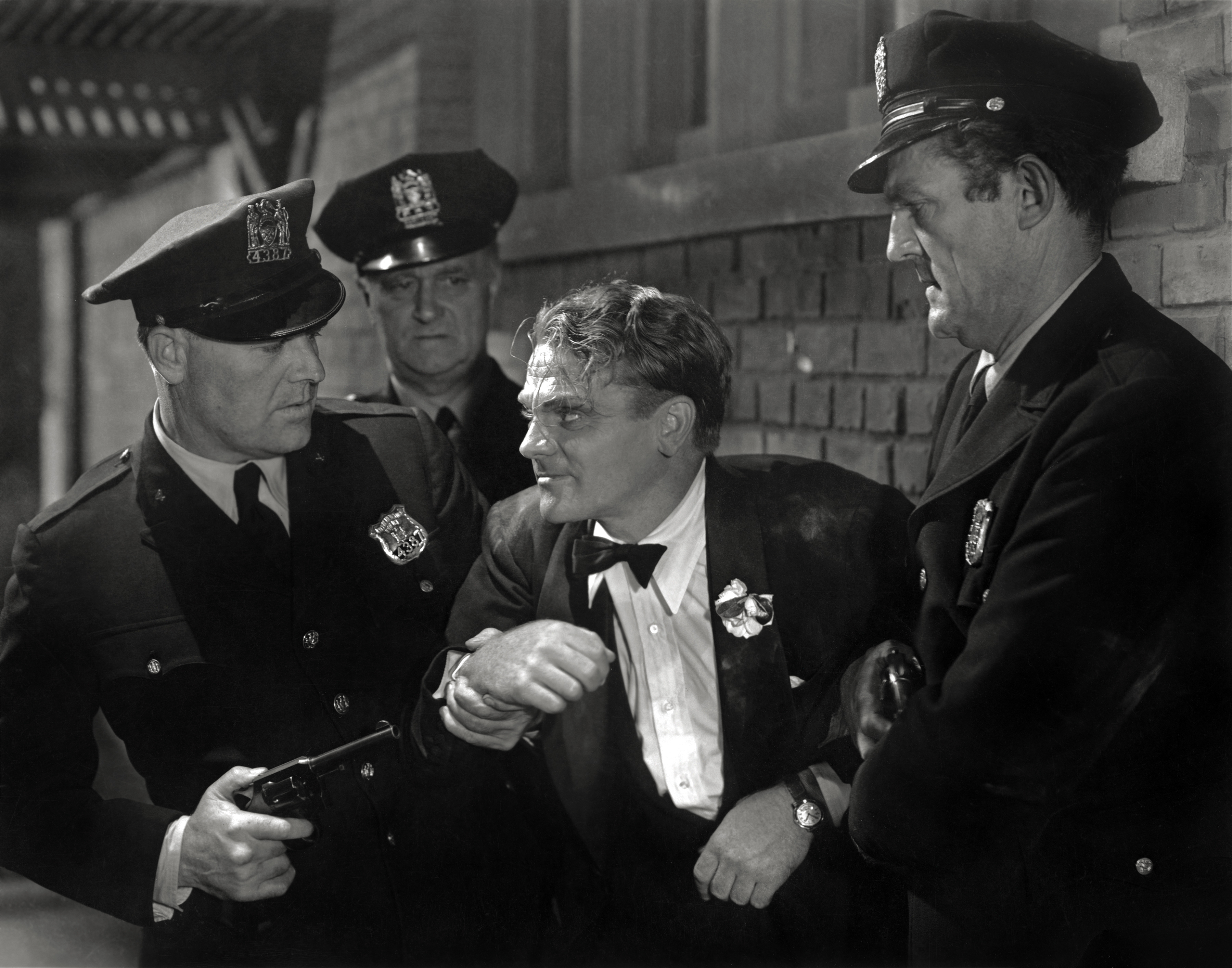
《人民公敵》（1931年）中的詹姆斯·卡格尼

黑幫電影，或作黑道電影、幫派電影，是與組織犯罪有關的犯罪電影的次類型。起源于19世紀中葉以後世界主要資本主義工業國家社會急遽貧富不均，衍生出社會寫實黑幫的爭鬥故事，通常特別是指黑手黨。在早期的黑幫電影中，相當大的程度與黑色電影有著相同之處。

## 歷史
美國電影《黑手》（1906年）被認為是最早期尚存的黑幫電影。1912年，大衛·格里菲斯導演的短片《佩吉巷的火槍手》講述紐約市街頭上的罪案（然而，卻在新澤西州的利堡拍攝），有傳聞指出包括真實的黑幫份子作為臨時演員。評論家也舉出《新生》（1915年）為早期犯罪電影。

## 美國的黑幫電影

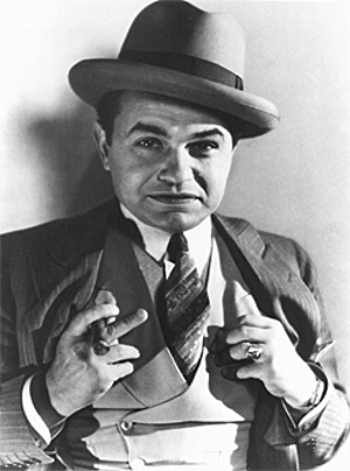
《小凱撒》（1931年）

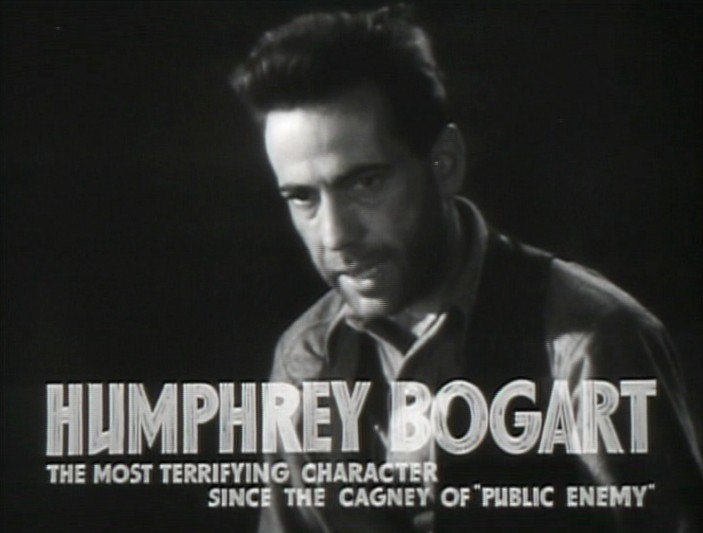
《化石森林》（1936年）預告片

早期電影背景多集中在美國四大都會的江湖爭鬥：紐約、邁阿密、芝加哥、洛杉磯。最膾炙人口黑幫電影，當屬1970年代奪得美國奧斯卡金像獎最佳影片的《教父》（The Godfather）一至三集。
- 1970年代代起，法蘭西斯·柯波拉所執導的《教父》，開啟以描述義大利裔美國人於紐約建立地盤的五大家族及美國黑手黨故事，廣受好評。
- 近年則又加入哥倫比亞及邁阿密西班牙裔美國人幫派爭奪素材。
- 另有日本移民（極道）、華人移民（華青幫）在美國幫派火併，搬上銀幕。

### 代表作

#### 1920年代
- 《紐約之光》（Lights of New York）

#### 1930年代
- 《小凱撒》（Little Caesar）
- 《國民公敵》（The Public Enemy）
- 《疤面》（Scarface）
- 《狂徒淚》（Angels with Dirty Faces）
- 《憤怒的二十年代》（The Roaring Twenties）

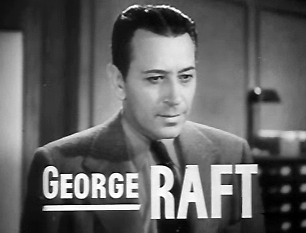
《罪惡鎖鍊》（1939年）

#### 1950年代
- 《艾爾·卡彭》（Al Capone）

#### 1960年代
- 《情人節大屠殺》（The St. Valentine's Day Massacre）

#### 1970年代
- 《教父》（The Godfather）
- 《教父續集》（The Godfather Part II）
- （The Valachi Papers）
- 《卡彭》（Capone）
- 《教父之祖》（Lucky Luciano）
- 《賊王之王》（Lepke）

#### 1980年代
- 《棉花俱樂部》（The Cotton Club）
- 《妖魔大鬧唐人街》（Big Trouble in Little China）
- 《四海兄弟》（Once Upon a Time in America）
- 《黑雨》（Black rain）
- 《龍年》（Year of the Dragon）
- 《疤面煞星》（Scarface）
- 《義膽雄心》（The Untouchables）

#### 1990年代
- 《教父3》（The Godfather Part III）
- 《四海好傢伙》（Goodfellas）
- 《江湖好漢》（Mobsters）
- 《赌城风云》

（Casino）
- 《黑色追緝令》
- 《豪情四海》（Bugsy）

#### 2000年代
- 《紐約風雲》（Gangs of New York）
- 《神鬼無間》（The Departed）
- 《落日殺神》（Collateral）
- 《大犯罪家》（Public Enemies）
- 《玩命對戰》（War）
- 《美國黑幫》（American Gangster）
- 《邁阿密風雲》（Miami Vice）
- 《末路驕陽》（Road to Perdition）

#### 2010年代
- 《竊盜城》
- 《火線反擊（英语：Safe (2012 film)）》，由傑森史塔森主演
- 《野蠻正義》（Lawless）
- 《反黑暴隊》（Gangster Squad）
- 《夜行人生》（Live by Night）
- 《賭命運轉手》（The Mule）

## 日本黑幫電影

### 代表作
- 《無仁義之戰》導演：深作欣二
- 《極道夫人系列》演員：松坂慶子
- ：演員：北野武，2000年
- 《暗黑街的對決》導演：岡本喜八
- 《極惡非道系列》導演：北野武

## 南韓黑幫電影
- 2001年：《朋友》
- 2011年：《大叔》
- 2013年：《朋友2》
- 2014年：《殺手的品格（朝鲜语：우는 남자）》

## 香港黑幫電影
香港黑幫電影在1990年代主導華人电影市场。

### 代表作
| 電影                         | 主要演員                                                                             | 導演            | 備註               |
| ---------------------------- | ------------------------------------------------------------------------------------ | --------------- | ------------------ |
| 英雄本色系列                 | 周潤發、狄龍、張國榮                                                                 | 吳宇森          |                    |
| 江湖情（页面存档备份，存于） | 周潤發、劉德華、譚詠麟、王小鳳、劉嘉玲、 李修賢、萬梓良、柯俊雄、楊群、成奎安、于倩      | 黃泰來          |                    |
| 無間道系列                   | 梁朝偉、劉德華、劉嘉玲、曾志偉、黃秋生、吳鎮宇                                       | 劉偉強、 麥兆輝 |                    |
| 跛豪                         | 呂良偉、鄭則仕、李子雄、葉童、徐錦江、曾江                                           | 潘文傑          | 影射現實人物吳錫豪 |
| 古惑仔電影系列               | 鄭伊健、陳小春、黎姿、林晓峰、李嘉欣、黃秋生、謝天華、钱嘉乐、吳鎮宇、張耀揚、吳志雄 | 劉偉強          |                    |
| 黑社會                       | 任達華、梁家輝、古天樂                                                               | 杜琪峰          |                    |
| 黑社會以和為貴               | 任達華、古天樂                                                                       | 杜琪峰          |                    |
| 新宿事件                     | 成龍、徐靜蕾、吳彥祖、秦沛、高捷、竹中直人、范冰冰                                   | 爾冬陞          |                    |
| 紮職                         | 陳偉霆、譚耀文、陳惠敏、溫碧霞、衛詩雅、曾國祥、徐偉棟、吳浩康                       | 陳翊恆          |                    |

## 台灣黑幫電影

### 代表作
- 錯誤的第一步（页面存档备份，存于）（1979年）演員：馬沙、李小飛、梁修身、魯平(奇峰)、楊惠姍、王莫愁；取材自主角馬沙（劉金圳）所寫的自傳性小說，並請作者親自擔綱主角。導演：歐陽俊
- 凌晨六點槍聲（页面存档备份，存于）（1979年）演員：馬沙、楊慧珊、朱慧珍、郝曼麗、李小飛、魯平(奇峰)。導演：歐陽俊
- 女王蜂 (電影)（页面存档备份，存于）（1981年）演員：陸一蟬、馬沙、陸一龍、柯俊雄。導演：王重光
- 黑市夫人（页面存档备份，存于）（1982年）演員：馬沙、陳麗雲、陳星、張沖。導演：徐玉龍
- 台西風雲（1983年）演員：向雲鵬、賀軍政、易虹、馬如風、陳玉玫、郭美蘭。導演：丁耀林
- 大頭仔（1988年）演員：萬梓良、恬妞、陳松勇、陳震雷。導演：蔡揚名；影射現實人物吳進成
- 悲情城市（1989年）演員：陳松勇、梁朝偉
- 流氓世家（1989年）演員：陳松勇、陳震雷、李志希、邵萱、陳秋燕。導演：張智超
- 兄弟珍重（1990年）演員：萬梓良、恬妞、陳松勇、楊慶煌、楊烈、文英、鄧美芳、李淑楨。導演：蔡揚名
- 火燒島（1990年）演員：劉德華、梁家輝、成龍、洪金寶、王羽、柯俊雄、高捷。導演：朱延平
- 美國博仔（1991年）演員：來熙、劉少君、羅銳、狄威、萬梓良。導演：柳松柏；故事影射綽號「美國博仔」的前十大槍擊要犯林博文。
- 阿呆（1992年）演員：余天、蔡岳勳、葉全真、方芳、陳松勇。導演：蔡揚名
- 少年吔，安啦！（1992年）演員：譚志剛、顏正國、陳松勇、高捷。導演：徐小明、監製：侯孝賢
- 五湖四海（1992年）演員：高捷、庹宗華、郎雄。導演：朱延平
- 十大槍擊要犯之殺生狀元（1993年）演員：高捷、萬梓良。導演：李建平；故事影射現實人物陳新發
- 南國再見，南國（1996年）演員：高捷、林強、伊能靜。導演：侯孝賢
- 艋舺（2010年）演員：阮經天、趙又廷、鳳小岳、馬如龍、蔡昌憲。導演：鈕承澤
- 角頭（2015年）演員：孫鵬、黃鴻升、王陽明、蔡振南、莫允雯、顏正國。導演：李運傑
- 黑白（2016年）演員：竇智孔、王傳一、李妍憬、張靜之。導演：游堅煜、李權峰
- 林北小舞（2017年）演員：邱偲琹、高捷、馬如風、柯宇綸。導演：陳玫君
- 龍先生（2017年）演員：張震、青柳翔、姚以缇。導演：薩布
- 角頭2：王者再起（2018年）演員：王識賢、鄒兆龍、高捷、鄭人碩、古斌。導演：顏正國
- 角頭—浪流連（2021年）演員：鄭人碩、謝欣穎、高捷、龍劭華、曾莞婷、古斌、盛鑑。導演：姜瑞智
- 山中森林（2023年）演員：李康生、李千娜。導演：姜寧
- 角頭—大橋頭（2024年）演員：蔡振南、龍天翔、喜翔、高捷、太保、夏靖庭、孫鵬、王識賢、王陽明、張懷秋、施名帥、鄭人碩、張再興、黃尚禾、吳震亞、唐振剛、李銘忠、陳萬號、江治緯。導演：姜瑞智

## 英國黑幫電影

### 代表
- 两杆大烟枪（Lock, Stock and Two Smoking Barrels (1998年)）導演、編劇：蓋·瑞奇
- 金牌黑幫（Legend (2015年)）

## 法國黑幫電影

### 代表
- 独行杀手演員：亞蘭德倫（Le Samouraï (1967年)）
- 暴力特區（Banlieue 13 (2004年)）